# Ligne latérale

La ligne latérale chez le requin.

La ligne latérale est un organe mécanosensoriel présent chez les poissons ainsi que chez certains anoures. 
Elle jouerait un rôle plus important chez les poissons vivant dans l'obscurité, les eaux turbides ou chez les espèces cavernicoles (qui sont parfois aveugles ou du moins dont le sens de la vue a régressé).
Le nombre des écailles présentes sur la ligne latérale est l'un des critères de reconnaissance d'espèce ou d'étude de certaines variations intraspécifiques. 
Chez les vertébrés terrestres (ou redevenus aquatiques après un stade terrestre), ce système sensoriel a disparu ou s'est intégré à d'autres organes, tels que l'oreille interne. 

## Histoire
Les fonctions de cette ligne ont notamment été étudiées par P. de Sede en 1884.
Shelton en 1970 s'est intéressé aux transformations de la ligne latérale au moment de la métamorphose de Xenopus laevis

## Description
Elle se présente sous la forme d'une ligne, continue ou non, parcourant les flancs de l'animal. Elle détecte notamment les forces d'écoulement ce qui permet au poisson d'adapter en permanence sa direction et sa vitesse (boucle de rétroaction sensorielle) selon l'hydrodynamisme de son milieu. 

## Fonctions
Cet organe joue un rôle dans la rhéotaxie, grâce à l'une des catégories de récepteurs sensoriels (neuromastes) présents dans la ligne latérale (positionnement du poisson par rapport au courant) ; il offre au poisson une perception fine et nuancée des variations de vitesse, de pression et de vibrations de l'eau, et ainsi, entre autres, du son. Il permet aux poissons de ressentir les variations hydrodynamiques de leur environnement proche et moindrement, indirectement ressentir l'environnement physique proche et immobile (fond, rochers, etc). 
Il aide les poissons prédateurs à détecter les mouvements de leurs proies par interprétation de la signature des turbulences laissées dans leur sillage, et inversement il aide les proies à détecter la proximité d'un prédateur. 
Des chercheurs ont testé la capacité de la ligne latérale de poissons  à réagir à la présence de proies planctoniques en Antarctique chez le poisson Pagothenia borchgrevinki (famille Nototheniidae) ; les meilleures réponses de neurones primaires de la ligne latérale correspondaient à des fréquences dans la gamme de celles produites par la natation des crustacés qu'ils mangent.

## Recherche
Un projet (3 ans) de recherche dénommé FILOSE ( pour “Artificial Fish Locomotion and Sensing”) portait sur l'étude des principes sous-jacents de la locomotion des poissons mais aussi de leur utilisation de la ligne latérale. Le projet a étudié les réactions des poissons dans un environnement à l'hydrodynamisme contrôlable par les chercheurs. Il a cherché à fabriquer un poisson-robot doté d'une « ligne latérale artificielle à base d'éléments micro-électro-mécaniques », qui pourrait compléter les capteurs de type caméra et sonar.[passage promotionnel]